# Choceń (województwo podkarpackie)
Choceń, wcześniej Chocień – uroczysko - dawna miejscowość, leżąca na obszarze obecnego województwa podkarpackiego, powiatu sanockiego, gminy Zagórz.
Wieś została założona w 1567. W XIX wieku początkowo figurowała pod nazwą Chocień, następnie Choceń. Była położona ok. 16-17 kilometrów od Liska, na wschód od Serednego Wielkiego (leżącego nad Kalniczką). W XIX wieku Choceń był położony na obszarze powiatu leskiego (tu podano powiat sanocki).
W drugiej połowie XIX wieku właścicielem dóbr tabularnych wsi Choceń był hr. Edmund Krasicki (zmarły w grudniu 1894). Potem, pod koniec lat 90. właścicielami byli jego spadkobiercy. W pierwszej i drugiej dekadzie XX wieku właścicielem był syn Edmunda, Ignacy Krasicki.
W 1868 ludność wsi wynosiła 206, w 1872 – 220, w 1886 – 214, w 1897 – 201, w 1904 – 222, w latach 1914/1918 – 208. W połowie XIX mieszkańcy wyznania rzymskokatolickiego podlegali parafii w Krzywem, a ludność z obrządku greckokatolickiego należała do parafii w Serednem Wielkiem.
W okresie II Rzeczypospolitej w 1934 wieś Choceń należała do gminy Łukowe w powiecie leskim w województwie lwowskim.
W przeszłości we wsi stwierdzono pokłady nafty i węgla. Przed 1939 w Choceniu działał publiczna szkoła powszechna I stopnia, której nauczycielką-kierowniczką była Stanisława Bobolska.
Po 1945 r. gromada Choceń należała do powiatu leskiego.
1 stycznia 1973 obręb ewidencyjny Choceń wszedł w skład gminy Tarnawa Górna, a 1 lutego 1977 do nowo utworzonej gminy Zagórz.